# ラニ・マッキンタイア
ラニ・マッキンタイア（Lani McIntyre、Lani McIntireとも、1904年12月15日 - 1951年6月17日）は、ハワイのギター、スティール・ギター奏者。マッキンタイアは、スティール・ギター人気の高まりに貢献し、やがてスティール・ギターはアメリカのカントリー・アンド・ウェスタン音楽の主要な楽器のひとつとなった。
マッキンタイアは、ソル・フーピーズ・ノベルティ・トリオのメンバーとして有名になり、やがて自身のグループを結成してラニ・マッキンタイア&ヒズ・アロハ・アイランダースとして活動を始め、後にこのグループをラニ・マッキンタイア&ヒズ・ハワイアンズと改名した。マッキンタイアは、ジミー・ロジャーズとの共演によって、ハワイアン音楽のギター・サウンドを確立し、スティール・ギターがカントリー音楽の標準的な楽器となる基礎を築き、ハンク・ウィリアムズやエルヴィス・プレスリーなどにも影響を与えた。グループは1937年の映画『ワイキキの結婚』で広く知られるようになった、ビング・クロスビーの「ブルー・ハワイ」のオリジナル・バージョンや、アカデミー歌曲賞を受賞した「スウィート・レイラニ」において、クロスビーと共演している。当時、マッキンタイアのバンドは、デッカ・レコードと契約していた。
マッキンタイアはまた、『You're the One Rose』（1943年）、『Maui Chant』（1943年）、『Paradise Isles』（1943年）、『Dreams of Old Hawaii』（1944年）といった戦時中の短編映画にも出演していた。